# Neo-noir
Il neo-noir è un sottogenere del film noir, che utilizza gran parte degli elementi della filmografia noir ma con l'aggiunta di temi, contenuti, stili, elementi visivi e mezzi che non erano presenti o non venivano utilizzati nei primi noir degli anni quaranta e anni cinquanta. Ad oggi quindi con il termine neo-noir s'intende indicare dei film successivi agli anni cinquanta e sessanta di ambientazione moderna o contemporanea, appartenenti a questo tipo di genere o che ne condividono le tematiche, anche se ciò può essere esteso ad opere non necessariamente cinematografiche.
Il neo-noir eredita le caratteristiche principali del noir, come il protagonista antieroe in conflitto, spesso detective o membro delle forze dell'ordine, la presenza di femme fatale e gangster, ma soprattutto il senso di ambiguità, disincanto e smarrimento che nel noir classico venne emblematicamente rappresentato da pellicole quali La fiamma del peccato e Il grande sonno.

## Storia
Il neo-noir inizia a formarsi negli Stati Uniti durante gli anni sessanta e si sviluppa in un periodo di fermento politico e sociale, quello della guerra fredda, dell'invasione americana in Vietnam e delle lotte per i diritti civili.  La tecnologia cinematografica era intanto progredita considerevolmente e, oltre al colore, erano state sviluppate lenti anamorfiche CinemaScope e Panavision, le quali avevano cambiato il rapporto d'aspetto dell'immagine nel cinema. Grazie anche alla televisione e alla produzione di film stranieri, che iniziavano a concorrere insieme a quelli hollywoodiani, i contenuti "moralmente accettabili" nella cinematografia statunitense stipulati nel Codice Hays furono rapidamente abbandonati con il codice stesso, e ciò permetteva ai registi di mostrare immagini e parlare di temi che prima erano proibiti, come la violenza e l'erotismo.
Fu solo dopo il 1970 che critici cinematografici iniziarono a considerare il neo-noir come un genere distinto da una propria definizione. Tuttavia, la terminologia noir e post-noir (come neo-classico, hard-boiled ecc.) nelle applicazioni moderne sono spesso disconosciute dai critici e professionisti a causa dell'oscurità di un genere così grezzo. Per esempio James M. Cain, autore de Il postino suona sempre due volte e La morte paga doppio, da cui sarebbero stati tratti due film omonimi al primo romanzo, La fiamma del peccato e Brivido caldo per il secondo, viene considerato uno degli autori di narrativa hard-boiled che ne hanno definito il genere. Eppure, Cain viene citato per aver detto: "Io non appartengo a nessuna scuola, hard-boiled o altre, e credo che queste cosiddette scuole esistono principalmente nella fantasia dei critici, e hanno poca corrispondenza in qualsiasi altra parte della realtà".
A differenza del classico film noir, il film neo-noir è caratterizzato da circostanze e tecnologie moderne — dettagli che sono stati in genere assenti o irrilevanti per la trama del classico film noir. Nei film dei primi anni '40 e '50, il pubblico veniva guidato a capire e costruire un rapporto con il protagonista o anti-eroe. I film neo-noir successivi al 1970 invertivano spesso questo ruolo. Movimenti di macchina non convenzionali e progressioni della trama ricordano invece agli spettatori che devono semplicemente guardare il film e non prendere parte alla costruzione della storia.
I temi moderni impiegati nei film neo-noir includono crisi di identità, problemi di memoria e soggettività, e soprattutto problemi tecnologici e le loro implicazioni sociali. Poiché questi elementi fondamentali sono ambigui nella pratica come le loro definizioni, alcuni teorici del cinema sostengono che il termine neo-noir può essere applicato ad altre opere di narrativa che similmente incorporano tali motivi. Robert Arnett afferma che "il neo-noir è diventato così amorfo come genere/movimento, che si qualifica qualsiasi film con un detective o un crimine". È a causa di questa ambivalenza che il neo-noir è ancora oggi una forma non definita e malleabile e viene interpretato di conseguenza.